# Disparue (téléfilm)
Pour les articles homonymes, voir Disparue.
Disparue (Das unsichtbare Mädchen) est un téléfilm allemand réalisé par Dominik Graf et diffusé en 2011.

## Synopsis
En Franconie, en Allemagne, une petite fille du nom de Sina Kolb, 8 ans, a disparu. Le commissaire Altendorf, aujourd'hui en retraite, a été chargé de l'enquête avant d'en être dessaisi. Son successeur, le commissaire Michel, a fait arrêter Emmanuel "Ecco" Stock, un malade mental qui a avoué le meurtre de la fillette, puis s'est rétracté. Finalement, bien qu'aucune preuve n'ait pu être retenue contre lui, il a été condamné à la détention à vie dans un service psychiatrique fermé. L'ancien commissaire en est encore révolté. À l'occasion d'une excursion dans la région du drame, il fait la connaissance du jeune commissaire Niklas Tanner. Celui-ci enquête sur un crime récent. Mais la femme assassinée, Eva Lorant, a témoigné au tribunal dans l'affaire de la disparition de Sina. Sous l'impulsion de son aîné, Tanner se passionne bientôt pour l'affaire d'antan...

## Fiche technique
- Titre original : Das unsichtbare Mädchen
- Réalisation : Dominik Graf
- Scénario : Ina Jung et Friedrich Ani
- Photographie : Michael Wiesweg
- Musique : Sven Rossenbach
- Décors : Claus-Jürgen Pfeiffer
- Costumes : Barbara Grupp
- Pays d'origine : Allemagne
- Langue : allemand
- Durée : 114 minutes
- Date de diffusion :
  -  France : 30 mars 2012 sur Arte

## Distribution
- Elmar Wepper : Josef Altendorf
- Ronald Zehrfeld : Niklas Tanner
- Ulrich Noethen : Wilhelm Michel
- Tim Bergmann : Docteur Kurt Nieberger
- Silke Bodenbender : Inge-Maria Kolb
- Hubert Burczek : Raimund Stock
- Moritz Fischer : Petar Gajic
- Lisa Kreuzer : Lilo Emig
- Anja Schiffel : Evelin Fink
- Victoria Sordo : Marina Fuchs